# Thereva fulvicornis
Thereva fulvicornis är en tvåvingeart som beskrevs av Krober 1924. Thereva fulvicornis ingår i släktet Thereva och familjen stilettflugor. Inga underarter finns listade i Catalogue of Life.